# Кедровка (приток Сыньвы)
Кедровка — река в России, протекает в Усольском районе Пермского края. Устье реки находится в 4,4 км по правому берегу реки Сыньва. Длина реки составляет 12 км.
Исток реки в лесу в 13 км к северо-западу от села Вогулка. Генеральное направление течения — юго-запад. Всё течение проходит по ненаселённому лесному массиву.

## Данные водного реестра
По данным государственного водного реестра России относится к Камскому бассейновому округу, водохозяйственный участок реки — Кама от города Березники до Камского гидроузла, без реки Косьва (от истока до Широковского гидроузла), Чусовая и Сылва, речной подбассейн реки — бассейны притоков Камы до впадения Белой. Речной бассейн реки — Кама.
Код объекта в государственном водном реестре — 10010100912111100007727.